# Lissochlora rufoseriata
Lissochlora rufoseriata är en fjärilsart som beskrevs av Louis Beethoven Prout 1917. Lissochlora rufoseriata ingår i släktet Lissochlora och familjen mätare. Inga underarter finns listade i Catalogue of Life.